# Sceau du Kansas
Le sceau de l'État du Kansas décrit l'histoire de l'État. Le sceau contient :
- Le paysage avec un soleil levant (l'est)
- La rivière et le bateau à vapeur (commerce)
- La cabane de colon et un homme labourant un champ (agriculture)
- La caravane de chariots en direction de l'ouest (l'expansion américaine / la vie des pionniers)
- Des Indiens d'Amérique chassant le Bison (les bisons fuient les Indiens)
- Le groupe de 34 étoiles (en haut du sceau) - le Kansas a été le 34e État à être admis dans l'Union des États-Unis.
- La devise officielle de l'État « Ad astra per aspera » - latin : « Vers les étoiles à travers les difficultés. »

Le sceau est utilisé sur le drapeau de Kansas.

## Historique
La conception du grand sceau du Kansas a été présentée par John J. Ingalls, un sénateur d'Atchison. Ingalls a également proposé la devise de l'État « Ad astra per aspera ». Le grand sceau de l'État du Kansas a été créé par une résolution conjointe adoptée par la législature du Kansas le 25 mai 1861.

## Texte officiel
« L'Est est représenté par un soleil levant, dans le coin droit du sceau, à la gauche de celui-ci, le commerce est représenté par une rivière et un bateau à vapeur, au premier plan, l'agriculture est représentée comme le fondement de la prospérité future de l'État, par une cabane de colon et un homme avec une paire de chevaux, au-delà il s'agit d'un convoi de chariots, en direction de l'ouest, à l'arrière-plan est vu un troupeau de buffles, battant en retraite, poursuivi par deux Indiens, À cheval, sur le dessus, telle est la devise, « Ad astra per aspera », et sous un groupe de trente-quatre étoiles. Le cercle est entouré par les mots « Grand sceau de l'État du Kansas 29 janvier 1861. »